# Список людей, які загинули під час сходження на Лхоцзе

## Загальна характеристика гори

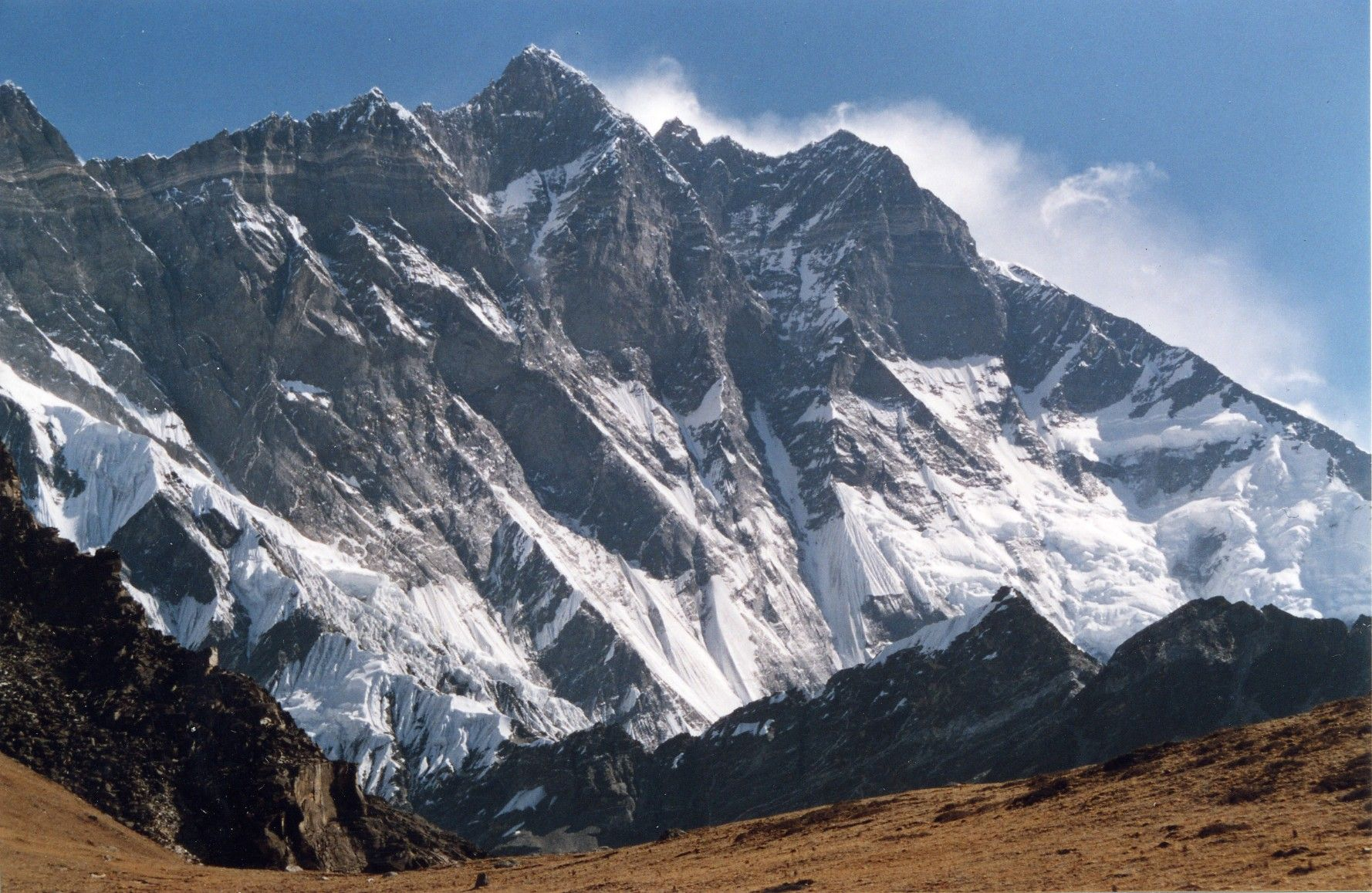
Південний схил Лхоцзе, так як його видно з Чухунг Рі

Лхоцзе (кит.: 洛子峰) — четверта за висотою гора у світі. Знаходиться у Гімалаях на південь від Джомолунгми, на кордоні Китаю і Непалу. Включає три вершини — Лхоцзе Головну (8516 м), Лхоцзе Середню (8414 м) і Лхоцзе Шар (8383 м).
Між Джомолунгмою та Лхоцзе знаходиться Південне сідло (South Col — 7906 м). Лхоцзе підноситься над Південним сідлом всього на 610 метрів, що робить її найнижчою за відносною висотою серед усіх восьмитисячників. Зате з другого боку вершини —- знаменита прямовисна Південна стіна Лхоцзе, що піднімається на 3,2 км на горизонтальній відстані всього 2,25 км і є найкрутішим схилом таких розмірів. З цієї стіни в 1989 році зірвався поляк Єжи Кукучка. Гора відома також тим, що найпопулярніший шлях сходження на Джомолунгму частково проходить через північно-західний схил Лхоцзе.

## Список загиблих
| Дата            | Прізвище           | Національність | Причини смерті         | Посилання         |
| --------------- | ------------------ | -------------- | ---------------------- | ----------------- |
| 20 травня 2013  | Hsiao-Shih Lee     | Тайвань        | Висотна хвороба        | [ 1 ] [ 2 ]       |
| 16 жовтня 2012  | Temba Sherpa       | Непал          | Зрив                   | [ 3 ]             |
| 21 травня 2012  | Milan Sedlacek     | Чехія          | Виснаження             | [ 4 ]             |
| 7 травня 2010   | Сергій Дуганов     | Росія          | AMS                    | [ 5 ] [ 6 ] [ 7 ] |
| 25 травня 2009  | Сергій Самойлов    | Казахстан      | Зрив                   | [ 8 ] [ 9 ]       |
| 21 травня 2007  | Pemba Doma         | Непал          | Зрив                   | [ 9 ] [ 10 ]      |
| 9 травня 2006   | Pavel Kalný        | Чехія          | Зрив                   | [ 9 ] [ 11 ]      |
| 5 жовтня 2003   | Sun-Dug Hwang      | Південна Корея | Лавина (на Лхоцзе Шар) | [ 9 ]             |
| 5 жовтня 2003   | Joo-Hoon Park      | Південна Корея | Лавина (на Лхоцзе Шар) | [ 9 ]             |
| 17 вересня 2000 | Володимир Бондарєв | Росія          | Лавина                 | [ 9 ]             |
| 27 травня 1997  | Володимир Башкіров | Росія          | Захворювання           | [ 9 ] [ 12 ]      |
| 24 жовтня 1989  | Єжи Кукучка        | Польща         | Зрив                   | [ 9 ]             |
| 27 вересня 1987 | Antoni (Toni) Sors | Іспанія        | Лавина (на Лхоцзе Шар) | [ 9 ]             |
| 27 вересня 1987 | Sergio Escalera    | Іспанія        | Лавина (на Лхоцзе Шар) | [ 9 ]             |
| 27 вересня 1987 | Francesc Porras    | Іспанія        | Лавина (на Лхоцзе Шар) | [ 9 ]             |
| 27 вересня 1987 | Antonio Quiñones   | Іспанія        | Лавина (на Лхоцзе Шар) | [ 9 ]             |
| 14 вересня 1987 | Czeslaw Jakiel     | Польща         | Лавина                 | [ 9 ]             |
| 30 жовтня 1986  | Pedro Alonso       | Іспанія        | Зрив (на Лхоцзе Шар)   | [ 9 ]             |
| 25 жовтня 1985  | Rafał Chołda       | Польща         | Зрив                   | [ 9 ]             |
| 16 жовтня 1981  | Philippe Petten    | Швейцарія      | Зник (на Лхоцзе Шар)   | [ 9 ]             |
| 16 жовтня 1981  | Pierre Favez       | Швейцарія      | Зник (на Лхоцзе Шар)   | [ 9 ]             |
| 17 травня 1980  | Pasang Nima        | Непал          | Лавина                 | [ 9 ]             |
| 28 квітня 1980  | Nicolas Jaeger     | Франція        | Зник (на Лхоцзе Шар)   | [ 9 ]             |
| 12 травня 1977  | Max Lutz           | Німеччина      | Зрив                   | [ 9 ]             |
| 17 грудня 1974  | Stanislaw Latałło  | Польща         | Виснаження             | [ 9 ]             |

## Виноски
1. ↑  7th Death on Everest in 2013. Архів оригіналу за 10 серпня 2014. Процитовано 20 травня 2013.
2. ↑  Taiwan mountaineer dies while attempting to scale peak in Nepal. Архів оригіналу за 22 червня 2013. Процитовано 1 червня 2013.
3. ↑  Un sherpa fallece en el ataque a cima del Lhotse; Kuriki sigue subiendo en el Everest. Desnivel. 18 October 2012
4. ↑  Šedivý, Filip and Hromádka, Martin (22 травня 2012). Horolezec Sedláček zahynul na himalájské osmitisícovce Lhotse – Zprávy.rozhlas.cz – ověřené a aktuální informace 24 hodin denně, 7 dní v týdnu. Rozhlas.cz.
5. ↑  Everest & Himalaya 2010 Season's End Chronicle, Take 1: 8000er Collectors, Everest Serial Summiteers and Lost Climbers. explorersweb.com. 18 August 2010
6. ↑  Everest 2010: Rescues and Casualties. theadventureblog.blogspot.ru. 27 травня 2010.
7. ↑  Weather Watch – Everest 2010 – Mt. Everest 2010 Season Coverage. alanarnette.com. 9 травня 2010. Архів оригіналу за 17 серпня 2012. Процитовано 4 грудня 2014. [Архівовано 2012-08-17 у Wayback Machine.]
8. ↑  Kazakhstan Expedition Everest Lhotsze-2009 – Sergey Samoilov perished on Lhotse. Mountain.kz. Процитовано 9 липня 2012.
9. 1 2 3 4 5 6 7 8 9 10 11 12 13 14 15 16 17 18 19 20 21  Fatalities Lhotse. 8000ers.com. Процитовано 10 червня 2011.
10. ↑  Famous female Nepal climber dead. BBC News. 23 травня 2007. Процитовано 8 травня 2010.
11. ↑  Lhotse fall update: Czech Pavel Kalny lost, Martin Minarik uninjured [Архівовано 4 грудня 2008 у Wayback Machine.]. mounteverest.net. 12 May 2006
12. ↑  Results of the season 1997. Himalayan expeditions. Plans for 1998 season. risk.ru